# 7월 6일
7월 6일은 그레고리력으로 187번째(윤년일 경우 188번째) 날에 해당한다.

## 사건
- 1609년 - 보헤미아가 종교의 자유를 보장하다.
- 1758년 - 교황 클레멘스 13세, 248대 로마 교황 취임.
- 1854년 - 미국 공화당이 창당됐다.
- 1863년 - 미국 남북전쟁 중 게티즈버그 전역: 윌리엄스포트 전투 (~7월 16일)
- 1964년 - 말라위가 독립했다.
- 1975년 - 코모로가 독립했다.
- 1978년 - 대한민국의 통일주체국민회의에서 제9대 대통령으로 박정희가  선출
- 1990년 - 페터르 믈라데노프가 불가리아 대통령의 임기를 끝냈다.
- 1999년 - 에후드 바라크가 이스라엘의 총리에 취임했다.
- 2024년 - 사헬 3국이 사헬 국가 동맹을 사헬 국가 연합으로 격상시켰다.

## 문화
- 1785년 - 달러가 미국의 통화로 채택되다.
- 1885년 - 루이 파스퇴르가 광견병 백신 실험에 성공하다.
- 1987년 - 동차형 새마을호가 운행을 개시하다.
- 1998년 - 홍콩 카이탁 국제공항이 폐쇄되고 첵랍콕 국제공항이 개항했다.
- 2005년 - 만월산터널이 개통되었다.
- 2011년 -
  - 천주교 광주대교구 보좌주교에 임명된 옥현진 (시몬) 주교의 서품식이 임동 주교좌 성당에서 열렸다.
  - 국제 올림픽 위원회에서 2018년 동계 올림픽 개최지가 강원도 평창으로 결정이 났다.
- 2015년 - 불법포획된 돌고래 태산이와 복순이를 자연으로 돌려보냈다.
- 2018년 - 2018년 FIFA 월드컵 본선에서 벨기에가 브라질을 격파하고 32년 만에 4강에 진출했다.
- 2020년 - 9인조 남자 아이돌 SF9의 여덟 번째 미니앨범 <9loryUS> 발매

## 탄생
- 1781년 - 영국의 정치인 토머스 스탬퍼드 래플스. (~1826년)
- 1796년 - 러시아 제국 로마노프가의 11번째 군주 니콜라이 1세. (~1855년)
- 1907년 - 멕시코의 초현실주의 화가 프리다 칼로. (~1954년)
- 1913년 - 브라질의 축구 선수, 축구 감독 레오니다스 다 시우바. (~2004년)
- 1914년 - 브라질의 축구 선수 오투 붐베우. (~1998년)
- 1921년 - 미국의 제40대 대통령 로널드 레이건의 전 영부인 낸시 레이건. (~2016년)
- 1923년
  - 대한민국의 비전향 장기수 전진. (~2012년)
  - 프랑스의 성매매 포주 마담 클로드. (~2015년)
  - 폴란드의 대통령 보이치에흐 야루젤스키. (~2014년)
- 1927년 - 미국의 배우 재닛 리. (~2004년)
- 1934년 - 대한민국의 영문학자 김종건. (~2023년)
- 1935년 - 티베트 불교 겔룩파의 달라이라마 제14대 달라이 라마.
- 1937년
  - 독일의 언론인 위르겐 힌츠페터. (~2016년)
  - 아이슬란드의 피아니스트·지휘자 블라디미르 아슈케나지.
  - 잠비아의 제5대 대통령 마이클 사타. (~2014년)
- 1939년 - 대한민국의 신부 김승훈. (~2003년)
- 1940년 - 카자흐스탄의 정치인 누르술탄 나자르바예프.
- 1941년 - 영국의 언어학자 데이비드 크리스털.
- 1946년
  - 미국의 배우 겸 영화 감독 실베스터 스탤론.
  - 미국의 제43대 대통령 조지 워커 부시.
- 1948년 - 프랑스의 배우 나탈리 베이.
- 1949년 - 일본의 영화 감독 최양일. (~2022년)
- 1951년 - 호주의 배우 제프리 러시.
- 1952년
  - 대한민국의 정치인 김학송. (~2022년)
  - 이스라엘의 수학자 아디 샤미르.
  - 영국의 소설가 힐러리 맨텔. (~2022년)
- 1954년
  - 대한민국의 야구 선수 장효조. (~2011년)
  - 미국의 야구 선수 윌리 랜돌프.
- 1955년
  - 대한민국의 정치인 김순자.
  - 이집트의 제53대 총리, 정치인 샤리프 이스마일. (~2023년)
- 1956년 - 대한민국의 야구 선수, 야구 감독 장효조. (~2011년)
- 1961년
  - 대한민국의 수필가, 기업인, 금융인 황태영. (~2017년)
  - 미국의 댄서, 안무가, 뮤직 비디오 감독, 배우, 의류 디자이너, 기업가 로빈 앤틴.
- 1962년 - 대한민국의 배우 홍진희.
- 1964년
  - 대한민국의 영화감독 김지운.
  - 미국의 작곡가, 음악가 존 오트먼.
- 1965년 - 독일의 유도 선수 데틀레프 크노레크.
- 1966년 - 대한민국의 의원 신혜영.
- 1968년 - 대한민국의 배우 서진욱.
- 1969년
  - 대한민국의 가수, 작곡가 조규만.
  - 대한민국의 정치인 박성진.
  - 대한민국의 음악 평론가, 방송인 김태훈.
- 1970년
  - 대한민국의 전 야구 선수, 현 야구 코치 김현욱.
  - 대한민국의 기자, 정치인 이영풍.
- 1971년
  - 대한민국의 희극인 남희석.
  - 일본의 가수, 뮤지컬 배우 사카모토 마사유키. (V6).
  - 대한민국의 배우 윤진호.
- 1972년
  - 대한민국의 요리연구가 최현석.
  - 대한민국의 가수 이세준.
- 1974년 - 브라질의 축구 선수 제 호베르투.
- 1975년
  - 대한민국의 희극인 김숙.
  - 미국의 힙합 가수 50 센트.
- 1976년 - 잉글랜드의 축구 선수 로리 델랍.
- 1977년
  - 대한민국의 트로트 가수 미소.
  - 대한민국의 작가 이지현.
- 1978년
  - 대한민국의 래퍼 오진환 (원타임).
  - 대한민국의 배우 강성미.
  - 카자흐스탄의 레슬링 선수 다닐 할리모프. (~2020년)
- 1979년 - 미국의 희극인, 배우 케빈 하트.
- 1980년
  - 프랑스의 배우 에바 그린.
  - 미국의 배우, 희극인, 작가, 감독 케빈 하트.
- 1981년 - 대한민국의 가수 박지영.
- 1982년
  - 대한민국의 배우 박주형.
  - 대한민국의 농구 선수 김은혜.
  - 독일의 아이스하키 선수 크리스티안 에어호프.
- 1983년 - 대한민국의 축구 선수 김현준.
- 1984년
  - 대한민국의 연극배우 신현우.
  - 아르메니아의 권투 선수 흐라치크 자바햔.
- 1986년 - 대한민국의 레이싱 모델, 방송인 이경선.
- 1987년
  - 대한민국의 축구 선수 김진현.
  - 미국의 배우 맷 올리리.
  - 일본의 축구 선수 요시오카 사토시.
- 1988년 - 대한민국의 가수 휘주.
- 1989년 - 대한민국의 배우 주민경.
- 1990년 - 대한민국의 영화감독 김진아.
- 1991년 - 대한민국의 배우 이환희.
- 1992년
  - 대한민국의 가수 소유미.
  - 대한민국의 배우 김민석.
  - 대한민국의 가수 이수정.
  - 대한민국의 가수 연태.
- 1993년
  - 대한민국의 가수 창규 (유엔브이에스).
  - 대한민국의 치어리더 도정은.
  - 일본의 성우 파이루즈 아이.
  - 일본의 성우 키타가와 리나.
- 1994년
  - 대한민국의 아나운서 임보라.
  - 대한민국의 핸드볼 선수 조수연.
- 1995년
  - 대한민국의 가수 백진.
  - 대한민국의 방송인 겸 모델 이세용.
- 1996년 - 대한민국의 모델 김보성.
- 1998년
  - 대한민국의 디자이너 박조은.
  - 프랑스의 유도 선수 사라레오니 시지크.
- 1999년
  - 대한민국의 가수 혜진.
  - 대한민국의 야구 선수 전사민.
- 2000년 - 미국의 농구 선수 자이언 윌리엄슨.
- 2001년
  - 대한민국의 가수 홍찬희.
  - 일본의 축구 선수 이시이 하야타.
- 2003년 - 대한민국의 배우 최예나.
- 2004년 - 대한민국의 바둑 기사 오승민.
- 2005년 - 대한민국의 바둑 기사 박지현.
- 2012년 - 대한민국의 배우 이지현.
- 2013년 - 대한민국의 아역 배우 이소윤.

## 사망
- 1415년 - 체코의 종교개혁자 얀 후스. (1372년~)
- 1553년 - 튜더가의 잉글랜드 국왕 에드워드 6세. (1537년~)
- 1599년 - 조선의 군인, 정치인 권율. (1537년~)
- 1854년 - 독일의 물리학자 게오르크 옴. (1789년~)
- 1893년 - 프랑스의 소설가 기 드 모파상. (1850년~)
- 1962년 - 미국의 작가, 노벨 문학상 수상자 윌리엄 포크너. (1897년~)
- 1971년 - 미국의 음악가 루이 암스트롱. (1901년~)
- 1973년 - 독일의 지휘자 오토 클렘퍼러. (1885년~)
- 1974년 - 대한민국의 시인 신석정. (1907년~)
- 1975년 - 나치 독일의 군인 오토 스코르체니. (1908년~)
- 1976년 - 대한민국의 독립운동가 김재호. (1914년~)
- 1989년 - 헝가리의 정치인 카다르 야노시. (1912년~)
- 1999년 - 스페인의 음악인 호아킨 로드리고. (1901년~)
- 2000년 - 폴란드의 피아니스트 브와디스와프 슈필만. (1911년~)
- 2002년 - 미국의 영화 감독 존 프랭컨하이머. (1930년~)
- 2012년 - 대한민국의 생명공학자 정혁. (1955년~)
- 2015년 - 대한민국의 성우 이강식. (1937년~)
- 2018년 - 일본의 종교인 아사하라 쇼코. (1955년~)
- 2019년
  - 브라질의 보사노바 연주가 주앙 지우베르투. (1931년~)
  - 미국의 배우 캐머런 보이스. (1999년~)
- 2020년
  - 이탈리아의 작곡가, 지휘자 엔니오 모리코네. (1928년~)
  - 미국의 가수 찰리 대니얼스. (1936년~)
  - 미국의 수학자 로널드 그레이엄. (1935년~)
- 2021년
  - 아르메니아의 작곡가 지반 가스파리안. (1928년~)
  - 프랑스의 영화배우 수잔느 더글러스. (1957년~)
- 2022년
  - 대한민국의 군인, 정치인 김우경. (1931년~)
  - 일본의 만화가 타카하시 카즈키. (1961년~)
  - 미국의 영화배우 제임스 칸. (1940년~)
- 2023년
  - 대한민국의 희극인 이지수. (1993년~)
  - 이탈리아의 정치인 아르날도 포를라니. (1925년~)
  - 미국의 피아니스트, 팝 지휘자 피터 네로. (1934년~)
- 2024년
  - 대한민국의 정치인 고승종. (1933년~)
  - 일본의 스모 선수 기무라야마. (1981년~)

## 기념일
- 국제 키스의 날(International Kissing Day)
- 내셔널 프라이드 치킨 데이: 미국

## 같이 보기
- 전날: 7월 5일 다음날: 7월 7일 - 전달: 6월 6일 다음달: 8월 6일
- 음력: 7월 6일
- 모두 보기